# Пра-Гамлет
«Пра-Гамлет», «Пред-Гамлет» (англ. Pre-Hamlet, Ur-Hamlet) — условное название утерянной елизаветинской пьесы, чаще всего приписываемой драматургу Томасу Киду. Вероятно, она стала одним из источников сюжета для трагедии «Гамлет» Уильяма Шекспира, который, по мнению некоторых исследователей, мог быть её автором. В этом случае о «Пра-Гамлете» говорят как о ранней версии знаменитой трагедии. О существовании пьесы оставили краткие упоминания елизаветинские писатели Томас Нэш, Томас  Лодж, а также театральный антрепренёр Филип Хенсло. Считается, что «Пра-Гамлет» стал основой для сохранившейся немецкой пьесы «Отомщённое братоубийство, или Датский принц Гамлет».

## История

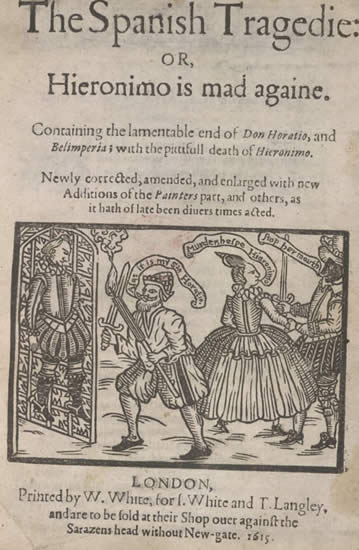
Титульная страница драмы «Испанская трагедия» Томаса Кида. Издание 1615 года

Елизаветинский драматург Томас Кид является автором «Испанской трагедии» (между 1582 и 1592 годами), знаменитого и популярного в то время образца «трагедии мести». Её сюжет изобилует кровавыми убийствами и построен вокруг мести главного героя за смерть сына. Видимо к ней восходят некоторые приёмы, использованные Шекспиром в «Гамлете» (пьеса внутри пьесы, появление призрака, призывающего героя к мести, нерешительность героя и его смерть в финале). Кроме того, у Кида уже имеется мотив «необъяснимой нерешительности главного героя, который должен покарать убийцу — своего ближайшего родственника». Однако минимум за десять лет до того, как Шекспир закончил «Гамлета», на сцене английского театра уже ставилась пьеса с таким же названием и сюжетом, восходящим к скандинавской легенде об Амледе из хроники «Деяния данов» Саксона Грамматика XIII века, пересказанной в XVI веке французским учёным Франсуа де Бельфоре. О её существовании писал в 1589 году Томас Нэш, упомянувший «кучу Гамлетов, рассыпающих пригоршнями трагические монологи». В дневнике театрального антрепренёра Филиппа Хенсло есть пометка о спектакле «Гамлет», поставленном в 1594 году, причём не указано, что пьеса новая, как он обычно это делал. В 1596 году Томас Лодж в сочинении «Несчастия ума» писал о «бледном призраке», который жалобно кричал на сцене, словно торговка устрицами: «Гамлет, отомсти!» Исходя их этих упоминаний установлено, что пьеса шла в театре «Ньювингтон Бетс» (Ламбес) около 1594 года, а несколько позже прошла её совместная постановка с «компанией лорда Чемберлена», где тогда работал Шекспир. В XIX веке Эдмунд Мэлон предположил, что утраченная пьеса принадлежит именно Киду, что нашло некоторое подтверждение в позднейших исследованиях. Кид называется и в числе вероятных претендентов на авторство анонимной дошекспировской пьесы о короле Лире, опубликованной в 1605 году.
Шекспировед Иван Аксёнов утверждал, что пьеса первоначально называлась «Месть Гамлета», а позже просто «Гамлет», и приводил сведения, что она шла в театре в Шордиче с 1587 по 1589 год. Причём он склонялся ко второй дате, так как постановка должна была быть несколько отделена от «Испанской трагедии». После этого, как указывал Аксёнов, сведения о её сценической жизни становятся отрывистыми, что вовсе не свидетельствует о том, что она отсутствовала в репертуаре театров. Так, 9 июня 1594 года в «пересмотренной редакции» она шла на сцене театра «Ньювингтон Бетс» (Newington Butts Theatre). По мнению некоторых исследователей, «Гамлет» Шекспира был написан на основе пьесы Кида и несёт в себе некоторые черты, присущие своей предшественнице. Про эту точку зрения Аксёнов заметил: «Растянутость и путанность изложения шекспировского „Гамлета“ они приписывают его происхождению от кидовского текста. Шекспир якобы начал с лёгкой переделки текста и повторной работой наслаивал на неё новые мотивы, не успевая окончательно развязаться с первоначальной схемой».
Писатель и популяризатор науки Айзек Азимов в «Путеводителе по Шекспиру. Английские пьесы» писал о характере трагедии, что ей были присущи «чудовищные преувеличения»: «Судя по отзывам, она была кровавой и напыщенной. Английский драматург Томас Лодж в 1596 г. писал, что Призрак вопил в ней, как базарная торговка: „Гамлет, отомсти!“» Также Азимов предположил, что создание драмы «Пра-Гамлет», где впервые появлялся Призрак, предшествовало «Испанской трагедии». Из этого следует, что в первой пьесе «убийство было тайным и осталось нераскрытым, иначе Призраку просто нечего было бы говорить».
Некоторые исследователи предполагают, что несохранившаяся пьеса является первым вариантом драмы Шекспира, которую он несколько позже переписал. Шекспировед Эндрю Скотт Кэрнкросс в своей работе «Проблема Гамлета» (The Problem of Hamlet; 1936), в которой приводится ряд спорных аргументов — например, утверждается, что пьеса Шекспира была написана примерно в 1588—1589 годах (а не двенадцать лет спустя, как большинство учёных настаивают), писал, что «Ур-Гамлет» на самом деле является ранним наброском знаменитой пьесы. С такой датировкой Кэрнкросса не согласился Эрнест Джонс, по оценке которого, «никаких доказательств в пользу столь удивительного открытия ему представить не удалось», а его утверждения «свидетельствуют лишь об одном — Шекспир уже сделал какие-то наброски к „Гамлету“ за 10-12 лет до того, как Кид начал писать свою пьесу». Джонс утверждал, что Шекспир безусловно был знаком с пьесой Кида и основывался на ней, кроме того «имеются некоторые основания предполагать, что он включил целые фрагменты этой пьесы в своего „Гамлета“». Предполагается, что утраченная пьеса нашла отражение, по крайней мере в большей части немецкой переработки «Отомщённое братоубийство, или Датский принц Гамлет» (Der bestrafte Brudermord oder Prinz Hamlet aus Danemark; не позднее 1626 года). Одна из дошедших её копий была издана в 1781 году, а её рукопись датируется 1710 годом.